# Johann Georg Achenbach
Johann Georg Achenbach (* 19. März 1706 in Siegen; † 24. März 1776 ebenda) war Bürgermeister von Siegen.
Der Handelsmann Achenbach war im Laufe des 18. Jahrhunderts sowohl Kirchenältester der Stadt Siegen als auch um 1768 deren Bürgermeister. Er war seit 1739 mit Anna Katharina Hütt (1710–1767) verheiratet. Aus dieser Ehe stammten die Kinder Augusta Katharina (* 1740) und Johann August (* 1743).

## Quelle
- "Zurückgeblättert...", Siegener Zeitung vom 2. April 2011